# 371 aC
El 371 aC va ser un any del calendari romà prejulià. En aquell temps, era conegut com a cinquè any sense tribunat ni consolat (o, més rarament, any 383 ab urbe condita). L'ús del nom «371 aC» per referir-se a aquest any es remunta a l'alta edat mitjana, quan el sistema Anno Domini va ser el mètode de numeració dels anys més comú a Europa.

## Esdeveniments

### Antiga Grècia
- Cefisòdot, general i orador atenenc, Càl·lies III, militar i proxenos amb Esparta, Autocles, polític i altres persones van ser els ambaixadors enviats per Atenes a negociar la pau amb Esparta.[2]
- Els ambaixadors atenencs van a Esparta per negociar la pau i Epaminondes forma part de l'ambaixada representant els interessos de Tebes. Es distingeix per la seva eloqüència i demana que Tebes signi també el tractat en nom de les ciutats de Beòcia, cosa que no s'accepta. Tebes quedar fora de l'acord.[3]
- 6 de juliol: Cleombrot I d'Esparta és enviat a conquerir Tebes, però Tebes derrota a Esparta en la batalla de Leuctra. Els tebans van vèncer gràcies a les innovadores tàctiques del seu comandant, Epaminondes.[4][5] Ciceró diu que Cleòmbrot es va precipitar en l'atac.[6] Cleòmbrot va ser ferit durant la batalla i va morir poc després.[7]
- Arquidam III, rei d'Esparta, per malaltia d'Agesilau II, va ser enviat en ajut dels espartans derrotats en la batalla de Leuctra, i els va fer tornar a Esparta, després d'una mediació de Jàson de Feres.
- Jàson de Feres, tirà de Feres i tagos de Tessàlia, després de la batalla de Leuctres, va rebre dels tebans una petició d'aliança i va enviar alguns trirrems a Beòcia, però en general va aconsellar una actitud mesurada, ja que no volia veure ascendir a Tebes, i va influir per la signatura d'una treva.[8]

### Antiga Roma
- Aquest any, com els quatre anteriors, (375 aC, 374 aC, 373 aC i 372 aC) i fins al 370 aC no hi va haver magistrats curuls. Els tribuns de la plebs Gai Licini Calvus Estoló i Luci Sexti Sextí Laterà van presentar unes propostes legislatives favorable als plebeus, les Lleis Liciniae-Sextiae, que van trobar una resistència violenta per part dels patricis. Aquests, amb la col·laboració d'altres tribuns de la plebs, van aconseguir oposar-se a les propostes dels dos tribuns, Licini i Sexti, que, en represàlia per les polítiques conservadores dels patricis i utilitzant el dret de veto que tenien els tribuns plebeus, van impedir, durant cinc anys consecutius, l'elecció dels tribuns consulars. Van ser tribuns de la plebs des del 376 aC fins al 367 aC.[9]

## Necrològiques
- Cleòmbrot I, rei d'Esparta, d'acord amb la decisió de què Tebes fos exclosa de la pau entre Atenes i Esparta, se li ordena atacar Beòcia. Evita a Epaminondes que vigilava el pas de Coronea i marxa cap a Creusis, el port de Tèspies, que ocupa i s'apodera de 12 trirrems tebanes que eren al port. Avança cap a les planes de Leuctres on es va trobar amb l'exèrcit tebà. Va intentar evitar la batalla tot i que era superior a l'enemic, però degut a les sospites que havien caigut sobre ell per les dues campanyes anteriors, va haver de lluitar i va morir en la batalla. El seu cos va ser retirat del camp encara viu però la seva caiguda va determinar la derrota, segons Diodor de Sicília.[10]